# Пасхаліс Терзіс
Пасха́ліс Терзі́с (грец. Πασχάλης Τερζής, 1949, Салоніки) — грецький співак, один з найвизначніших виконавців лаїко сучасності.

## Творча біографія
Пасхаліс Терзіс народився 1949 року у передмісті Салонік Пілея. В юності співав зі своїми друзями, деякі з яких допомагали йому у подальшому. Після переїзду в Афіни виступав як бек-вокаліст відомих грецьких співаків 1960-х років, у тому числі Дженні Вану, у популярних музичних центрах столиці.

### Співпраця із Христосом Ніколопулосом
Сольні виступи Пасхаліс Терзіс розпочав 1972 року. 1974 року познайомився із родоським музикантом і композитором Грігорісом Дзістуді. Однак поворотним моментом у музичній кар'єрі Терзіса стало знайомство 1980 року із композитором Христосом Ніколопулосом. У спрівпраці із ним 1982 року вийшов перший альбом співака під назвою «Λέω», який був проданий накладом понад півмільйона примірників.
Успіх платівки став відправною точкою для подальшої тісної співпраці музикантів та дружби на довгі роки. Крім того у цей час Пасхаліса Терзіса вже запрошували виступати у бузукіа в центрі Салонік. Того самого 1982 року Пасхаліс Терзіс взяв участь у запису платвіки «Παίξε Χρήστο επειγόντως» спільно із Елені Віталі, Йоргосом Саррісом та Дімітрісом Контолазосом. Вони виконували пісні на музику Христоса Ніколопулоса та лірику Маноліса Расуліса.
1983 року вийшла друга платівка Терзіса під назвою «Μίλα μου στον ενικό». Музику написав Христос Ніколопулос, а тексти пісень Лефтеріс Христофору та Хапсіаді Баламбаніді. Тоді ж було записано «Όλοι δικοί μας είμαστε» (музика Христоса Ніколопулоса, лірика Маноліса Расуліса) спільно із Нікосом Папазоглу, Дімітрісом Караяннісом та Надею Контоянні. 1986 року вийшов альбом під назвою «Εθνική Θεσσαλονίκης» із композиціями Теодороса Дервеніотіса, Христоса Ніколопулоса та Лефтеріса Хапсіаді. 1988 року Терзіс співпрацював із Такісом Мусафірі, в результаті вийшов новий альбом «Καινούργια χρώματα» із восьмома новими композиціями.

### Співпраця із ΕΜΙ — нині
Кожен із подальших альбомів Паслахіса Терзіса ставав платиновим. 1997 року у спрівпраці із Яннісом Каралісом, Йоргосом Теофанусом та Еві Друца вийшов альбом «Παλιόκαιρος», продажі якого перевершили усі очікування — альбом став двічі платиновим у Греції та на Кіпрі. 1998 року відбувся реліз альбому «Ο δικός μου ο δρόμος», він став золотим у перший же день продажів. 1999 року відбувся сольний концерт співака у лондонському Альберт-холлі. Того самого року випущений альбом «Δεν με κατάλαβες ποτέ» у співпраці із Діонісісом Цакнісом, Лакісом Лазопулосом, Стеліосом Роккосом, Еві Друца, Йоргосом Кафедзопулосом, Константіносом Пандзісом, Нікосом Ваксеванелісом.
2001 року Пасхаліс Терзіс уклав контракт із лейблом ΕΜΙ, відтак він міг тепер створити власні інтерпретації всенародно улюблених пісень Маріоса Токаса, права на які належали цій компанії. Того самого року вийшов альбом «Θέλω να πω», який у перший день продажів став платиновим. Взимку 2002-2003 років Пасхаліс Терзіс виступав у «Ιερά Οδού» поряд із Дімітрісом Мітропаносом та Дімітрісом Басісом. Щовечора їх концерт збирав 2500 тисячі глядачів.

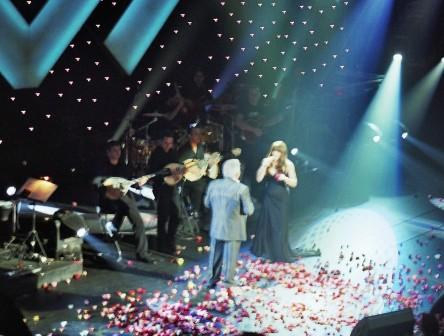
Виступ Пасхаліса Терзіса та Єлени Папарізу, Афіни, 2006 рік

Навесні 2004 року вийшов альбом «Στα υπόγεια είναι η θέα» на музику та слова Георгіоса Теофануса. Незабаром після релізу альбом став платиновим. Однак його вирізняє і те, що п'ять його пісень — «Έχω μια αγάπη», «Δεδομένο», «Στα υπόγεια έιναι η θέα», «Δε μιλάμε» та «Φθινοπώριασε» — здобули шалену популярність і тепер переспівуються багатьма іншими грецькими виконавцями. Взимку 2004-2005 років Терзіс робив спільну програму спільно із Міхалісом Хатзіяннісом.
У квітні 2006 року вийшов альбом «Είναι κάποιες αγάπες», із якого розпочаласчя співпраця із Христосом Дантісом, Стаматісом Гонідісом та Кіріакосом Пападопулосом. Із Єленою Папарізу Терзіс створив спільну програму для «Ιερά Οδού». Згодом були альбоми Η διαφορά (2007), Μια νύχτα ζόρικη (2008) — усі вони ставали золотими у перший день релізу, а незабаром і платиновими. У ці роки Пасхаліс Терзіс багато співпрацював із молодими грецькими співаками — Міхалісом Хатзіяннісом, Єленою Папарізу, Наташою Теодоріду, Пеггі Зіна та іншими.
2011 року вийшов альбом Δυό Νύχτες Μόνο, до якого увійшли 16 композицій, записані у спрівпраці із багатьма майстрами лаїко. Чотири пісні («Αν ξαναζητούσες τη καρδιά μου», «Δυο νύχτες μόνο», «Φεύγει η νύχτα», «Του Στέλιου η μπαλάντα») були написані для Терзіса Антоніс Вардісом, ще три пісні («Κοκτέιλ από δάκρυα», «Δεν έχει η κόλαση φωτιές», «Οι πλούσιοι της γης») — Нікосом Карвеласом. Пісня «Στο Πρωινό Τσιγάρο» — інтерпретація композиції Маріоса Токаса. Серед авторів альбому були і молоді митці, зокрема Христос Дантіс, Йоргос Сабаніс та Нікос Мораїтіс.

## Дискографія
| - Λέω (1982) - Μίλα μου στον ενικό (1983) - Εθνική Θεσσαλονίκης (1986) - Καινούργια χρώμαρα (1988) - Είμαι μόνος μου (1990) - Θα 'θελα να σουν εδώ (1991) - Μια βραδιά στη Σαλονίκη (1991) - Μια αφιέρωση καρδιάς (1992) - Αυτοί που δεν μιλάνε (1993) - Μεσόγειος (1994) - Άφησέ με μόνο (1995) - Αυτά είναι τα τραγούδια μου (1996) - Παλιόκαιρος (1997) | - Ο δικός μου ο δρόμος (1998) - Δε με κατάλαβες ποτέ (1999) - Οι μεγαλύτερες επιτυχίες Χθές, σήμερα, αύριο… (2000) - Τα ζεϊμπέκικα του Πασχάλη (2001) - Θέλω να πω (2001) - Hitmix (2001) - Τραγούδια μιας ζωής (2002) - Φωτιά στις νύχτες (2003) - Στα υπόγεια είναι η θέα (2004) - Αρχιπέλαγος (2005) - Η διαφορά (2007) - Μια νύχτα ζόρικη (2008) - Δυό Νύχτες Μόνο (2011) |